# گهواره

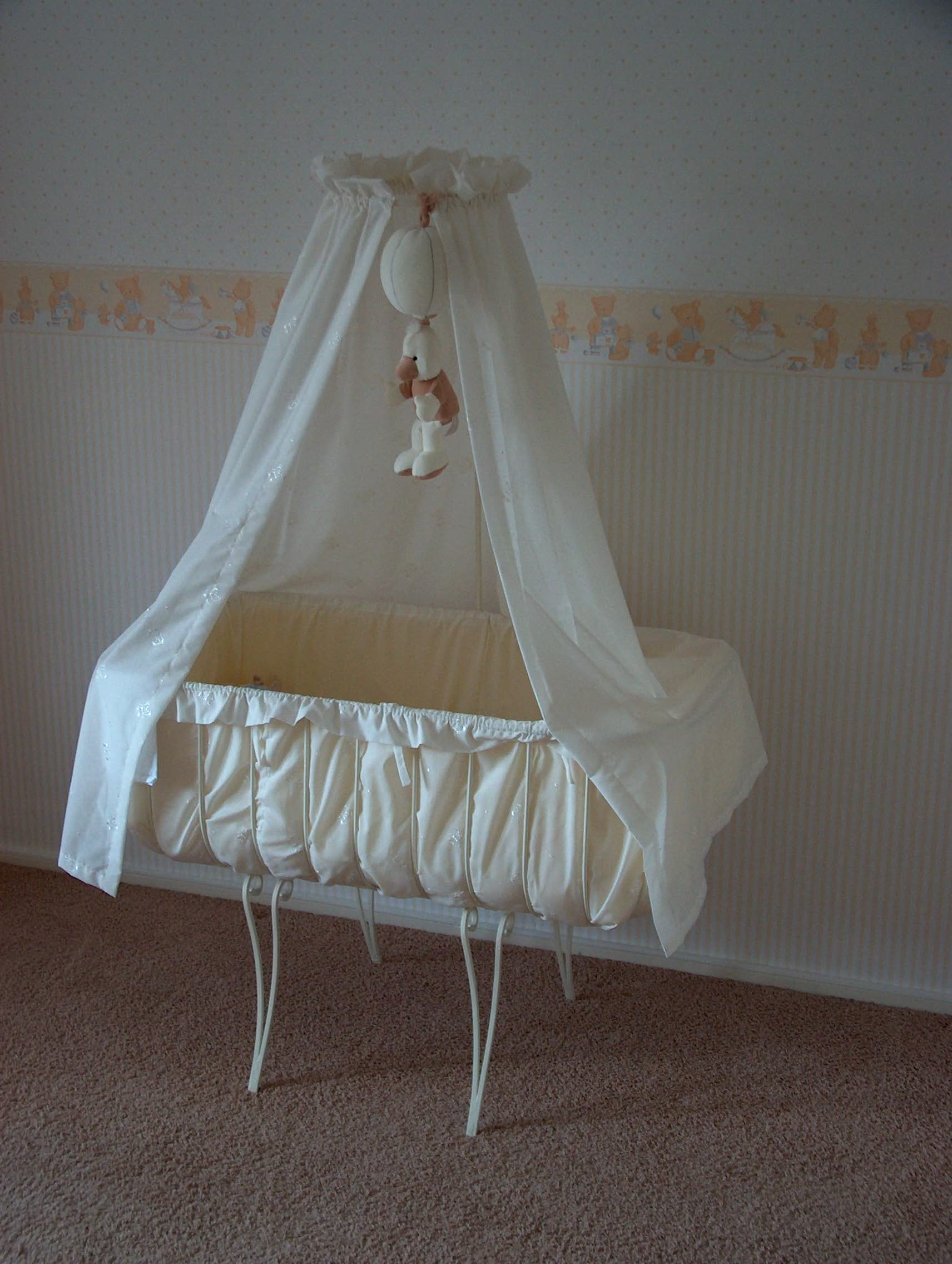
یک گهواره.

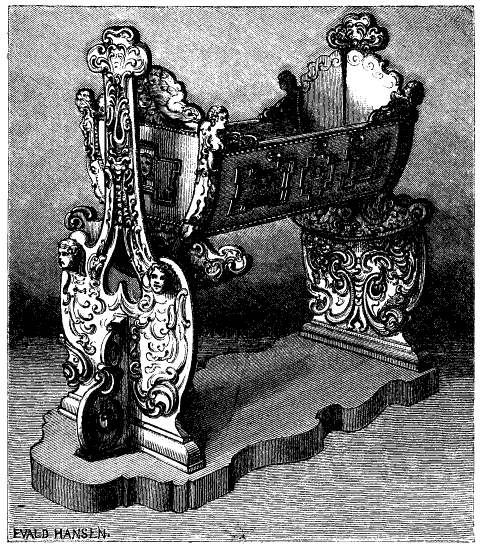
گهواره شارل دوازدهم، پادشاه سوئد.

گَهواره بستر کوچکی است که نوزادان و نوباوگان و گاه نوپایان را در آن می‌گذارند تا بتوانند برای آرام نگاه داشتن کودک شیرخواره به آسانی آن را حرکت داده و بجنبانند.
گهواره را در فارسی گاهواره، مهد و منجک هم می‌گفتند.
واژه گهواره از «گاه» (به معنی جا)+ پسوند «-واره» (به معنی مانند) ساخته شده‌است.
بسیاری از نوزادان بلافاصله پس از زایمان در گهواره گذاشته می‌شود. برخی والدین گهواره اضافه‌ای نیز در اتاق خواب خود دارند.
گهواره انواع گوناگونی دارد. برای نمونه گهواره معمولی، گهواره آونگی و گهواره ننویی.